# Маленска вас
Маленска вас (словен. Malenska vas) је насељено место у општини Мирна Печ, регија Југоисточна Словенија, Словенија.

## Историја
До територијалне реорганизације у Словенији била је у саставу старе општине Ново Место.

## Становништво
У попису становништва из 2011. године, Маленска вас је имала 69 становника.
| Број становника према пописима | Број становника према пописима | Број становника према пописима |
| ------------------------------ | ------------------------------ | ------------------------------ |
| 1991                           | 2002                           | 2011                           |
| 65                             | 69                             | 69                             |

Напомена: Године 1988. умањено за део насеља који је припојен насељу Мирна Печ.